# Geraldo Bessa-Victor
Geraldo Bessa-Victor (Luanda, Angola; 1917-Lisboa; 1985) foi um escritor angolano.
Escritor, poeta, ensaísta e jornalista angolano, Geraldo Bessa Vitor é natural de Luanda, onde nasceu em 1917.
Fez os seus estudos liceais em Luanda e passou a exercer funções de empregado bancário.
Mais tarde foi para Lisboa, tendo-se licenciado em Direito e abraçado, desde a década de 50, a carreira da advocacia.
Jornalista reconhecido, enriqueceu com os seus artigos e crónicas as páginas de vários jornais angolanos, entre os quais o jornal A Província de Angola, e foi colaborador na área literária angolana, tendo feito parte do movimento "Cultura I" e da revista Mensagem.
Como poeta, Geraldo Bessa Vitor assumiu os modelos temáticos tão do agrado da população do continente, nomeadamente o amor, a beleza feminina e o poder do destino, enformando-os pela medida nova do soneto, obedecendo à sua norma estanque no que concerne ao seu esquema rimático e à métrica decassilábica que o caracterizam. Contudo, é justo dizer que o autor soube também cantar e exaltar os motivos africanos e mais concretamente os angolanos, como exemplificam os seus poemas "O menino negro não entrou na roda", "Kalundu" e "O Tocador de Marimba", os dois primeiros selecionados, em 1958, por Mário de Andrade na sua Antologia.
Em 1973, em Lisboa, anunciou o seu retiro do mundo literário. Morreu, na capital portuguesa, em 1985.
Em 2001, a Editora Imprensa Nacional - Casa da Moeda compilou e editou toda a sua Obra Poética.

## Obras
- Antologia da Poesia de Expressão Portuguesa Lisboa (1958)
- Antologia de Poesias Angolanas Nova Lisboa (1958)
- Antologia da Terra Portuguesa Angola (s/d 1961?)
- Poetas e Contistas Africanos São Paulo (1963)
- La Poésie Africaine d Expréssion Portuguaise Paris (1963)
- Schwarzer Orpheus Munique (1964)
- Literatura Africana de Expressão Portuguesa, Volume I, Poesia Argel (1967)
- Contos Portugueses do Ultramar (Angola), 2.º volume Porto (1969)
- Antologia do Mar na Poesia Africana de Língua Portuguesa do Século XX (?)
- A Poesia e a Política (1937)
- ensaio; Ecos Dispersos (1941)
- poesia; Ao Som das Marimbas (1943)
- poesia; Debaixo do Céu (1949)
- poesia; A Restauração de Angola (1951)
- poesia; Minha Terra e Minha Dama (1952)
- ensaio; Cubata Abandonada  (1958)
- poesia; Mucanda (1964)
- poesia; Sanzala sem Batuque (1967)
- contos; Poèmes Africaines, seleção e tradução de Gaston-Henry Aufrère (1967)
- Quinjango no Folclore Angolense  (1970)
- ensaio; Problemática da Cultura Angolana (1973)
- ensaio; Monandengue (1973)
- ensaio; Problemática da Cultura Angolana  (1973)
- poesia; Ao Som das Marimbas. Poèmes Africaines, reimpressão das duas obras num volume (1974)
- Intelectuais Angolenses dos séculos XIX e XX. Fascículo I: Augusto Bastos (1975)
- Ensaio crítico sobre a primeira coleção de Provérbios Angolenses (1975)